# DDR-Einzelmeisterschaft im Schach 1989
Die 38. DDR-Einzelmeisterschaft im Schach fand vom 11. bis 25. Februar 1989 in Zittau statt.
Die Teilnehmer hatten sich über das sogenannte Meisterklassenturnier sowie ein System von Vorberechtigungen und Freiplätzen für diese Meisterschaft qualifiziert. Hauptschiedsrichter war Hilmar Krüger.

## Meisterschaft der Herren
Von der DDR-Spitzenklasse fehlte nur Wolfgang Uhlmann wegen Krankheit. Dennoch wurde eines der stärksten Starterfelder der DDR-Meisterschaftsgeschichte erreicht. Die Leistung des Turniersiegers stellte eine Großmeisternorm dar. Hans-Ulrich Grünberg übernahm recht früh die Führung und gab diese bis zum Ende des Turniers nicht mehr ab. Der Mathematiker wurde zum zweiten Mal DDR-Meister. Nur Thomas Luther hatte zwischenzeitlich realistische Chancen, ihn einzuholen. Überraschend kam mit Uwe Kaminski ein Debütant in die Spitzengruppe.

### Abschlusstabelle
|    | Teilnehmer                             | 01 | 02 | 03 | 04 | 05 | 06 | 07 | 08 | 09 | 10 | 11 | 12 | 13 | 14 | Punkte |
| -- | -------------------------------------- | -- | -- | -- | -- | -- | -- | -- | -- | -- | -- | -- | -- | -- | -- | ------ |
| 01 | Hans-Ulrich Grünberg (Empor HO Berlin) |    | ½  | 1  | ½  | 1  | ½  | ½  | 1  | 1  | 1  | 1  | ½  | 1  | 1  | 10½    |
| 02 | Thomas Luther (Mikroelektronik Erfurt) | ½  |    | ½  | 1  | ½  | ½  | ½  | ½  | ½  | 1  | 1  | 1  | 1  | 1  | 09½    |
| 03 | Rainer Knaak (Baukombinat Leipzig)     | 0  | ½  |    | ½  | 1  | ½  | ½  | 1  | 1  | 0  | 1  | 1  | 1  | ½  | 08½    |
| 04 | Uwe Bönsch (Buna Halle-Neustadt)       | ½  | 0  | ½  |    | 0  | ½  | ½  | ½  | 1  | 1  | 1  | ½  | 1  | 1  | 08     |
| 05 | Uwe Kaminski (Post Dresden)            | 0  | ½  | 0  | 1  |    | 1  | ½  | ½  | 1  | ½  | ½  | ½  | ½  | 1  | 07½    |
| 06 | Lothar Vogt (Baukombinat Leipzig)      | ½  | ½  | ½  | ½  | 0  |    | 1  | ½  | 0  | 1  | 0  | 1  | 1  | 1  | 07½    |
| 07 | Lutz Espig (Greika Greiz)              | ½  | ½  | ½  | ½  | ½  | 0  |    | ½  | ½  | 1  | ½  | 1  | ½  | 1  | 07½    |
| 08 | Henrik Teske (Post Dresden)            | 0  | ½  | 0  | ½  | ½  | ½  | ½  |    | ½  | ½  | ½  | ½  | 1  | ½  | 06     |
| 09 | Manfred Böhnisch (Lok Leipzig Mitte)   | 0  | ½  | 0  | 0  | 0  | 1  | ½  | ½  |    | 1  | ½  | ½  | ½  | 1  | 06     |
| 10 | Gernot Gauglitz (AdW Berlin)           | 0  | 0  | 1  | 0  | ½  | 0  | 0  | ½  | 0  |    | 1  | ½  | 1  | 1  | 05½    |
| 11 | Thomas Pähtz (Mikroelektronik Erfurt)  | 0  | 0  | 0  | 0  | ½  | 1  | ½  | ½  | ½  | 0  |    | ½  | ½  | 1  | 05     |
| 12 | Raj Tischbierek (AdW Berlin)           | ½  | 0  | 0  | ½  | ½  | 0  | 0  | ½  | ½  | ½  | ½  |    | ½  | 0  | 04     |
| 13 | Hans-Joachim Grottke (Empor Potsdam)   | 0  | 0  | 0  | 0  | ½  | 0  | ½  | 0  | ½  | 0  | ½  | ½  |    | 1  | 03½    |
| 14 | Karsten Schulz (Fortschritt Cottbus)   | 0  | 0  | ½  | 0  | 0  | 0  | 0  | ½  | 0  | 0  | 0  | 1  | 0  |    | 02     |

### Meisterklassenturnier
Das Meisterklassenturnier der Herren fand im November 1988 in Oybin statt. Hauptschiedsrichter war Johannes Hoffmann. Die 22 Teilnehmer spielten in neun Runden nach Schweizer System.
| Rang | Name                                      | Punkte |
| ---- | ----------------------------------------- | ------ |
| 01   | Hans-Joachim Grottke (Empor Potsdam)      | 6      |
| 02   | Karsten Schulz (Fortschritt Cottbus)      | 6      |
| 03   | Uwe Kaminski (Post Dresden)               | 6      |
| 04   | Manfred Böhnisch (Lok Leipzig Mitte)      | 6      |
| 05   | Helmut Roßmann (Lok Leipzig Mitte)        | 5½     |
| 06   | Jürgen Heinz (Lok Karl-Marx-Stadt)        | 5½     |
| 07   | René Wendt (Baukombinat Leipzig)          | 5      |
| 08   | Torsten Fiedler (Medizin Erfurt)          | 5      |
| 09   | Matthias Schurade (Lok Leipzig Mitte)     | 5      |
| 10   | Mario Hackel (Mikroelektronik Erfurt)     | 5      |
| 11   | Erwin Wilken (Lok Stralsund)              | 4½     |
| 12   | Peter Hesse (Lok Leipzig Mitte)           | 4½     |
| 13   | Matthias Laske (Carl Zeiss Jena)          | 4½     |
| 14   | Werner Hobusch (Motor Nordhausen)         | 4½     |
| 15   | Matthias Berndt (TU Magdeburg)            | 4      |
| 16   | Erwin Böhm (Mikroelektronik Dresden)      | 4      |
| 17   | Axel Siggelkow (Halbleiterwerk Frankfurt) | 4      |
| 18   | Frank Belke (Empor HO Berlin)             | 3½     |
| 19   | Wolfgang Rohde (AdW Berlin)               | 3½     |
| 20   | René Stern (Empor HO Berlin)              | 2½     |
| 21   | Matthias Kürschner (Motor Suhl)           | 2½     |
| 22   | Armin Waschk (Medizin Neubrandenburg)     | 2      |

## Meisterschaft der Damen
Mit Kerstin Kunze holte sich eine weitere junge Spielerin ihren ersten Meistertitel. In der Fachpresse wurde das Abschneiden der Internationalen Meisterinnen als etwas enttäuschend gekennzeichnet. Allerdings hatte Brigitte Burchardt nach längerer Turnierpause zunächst in Führung gelegen. Dann übernahm Kunze das Kommando, zwischenzeitlich herausgefordert von der Berlinerin Ines Starck, die jedoch nach Urteil der Zeitschrift Schach in einigen Partien den notwendigen Biss vermissen ließ. Auch Titelverteidigerin Antje Riedel wurde mangelndes Aufbegehren nach schwachem Start vorgeworfen. Eveline Nünchert spielte ihre 24. DDR-Meisterschaftsendrunde.

### Abschlusstabelle
|    | Teilnehmer                           | 01 | 02 | 03 | 04 | 05 | 06 | 07 | 08 | 09 | 10 | 11 | 12 | 13 | 14 | Punkte |
| -- | ------------------------------------ | -- | -- | -- | -- | -- | -- | -- | -- | -- | -- | -- | -- | -- | -- | ------ |
| 01 | Kerstin Kunze (Fortschritt Cottbus)  |    | ½  | ½  | 0  | 1  | 1  | 1  | 1  | 1  | ½  | ½  | ½  | 1  | 1  | 9½     |
| 02 | Ines Starck (AdW Berlin)             | ½  |    | ½  | 1  | 1  | 1  | 0  | ½  | 1  | ½  | 1  | ½  | ½  | 1  | 9      |
| 03 | Marion Heintze (Empor HO Berlin)     | ½  | ½  |    | 1  | ½  | ½  | ½  | ½  | ½  | 1  | ½  | ½  | 1  | 1  | 8½     |
| 04 | Gundula Nehse (Post Dresden)         | 1  | 0  | 0  |    | ½  | 0  | 1  | 0  | 1  | 1  | ½  | 1  | ½  | 1  | 7½     |
| 05 | Iris Bröder (Buna Halle-Neustadt)    | 0  | 0  | ½  | ½  |    | ½  | ½  | 1  | 1  | 0  | ½  | 1  | 1  | 1  | 7½     |
| 06 | Annett Wagner-Michel (AdW Berlin)    | 0  | 0  | ½  | 1  | ½  |    | ½  | ½  | 0  | 1  | ½  | ½  | 1  | 1  | 7      |
| 07 | Constanze Jahn (Buna Halle-Neustadt) | 0  | 1  | ½  | 0  | ½  | ½  |    | ½  | 1  | ½  | ½  | ½  | ½  | ½  | 6½     |
| 08 | Brigitte Burchardt (AdW Berlin)      | 0  | ½  | ½  | 1  | 0  | ½  | ½  |    | 0  | 0  | ½  | 1  | 1  | 1  | 6½     |
| 09 | Katja Sommaro (Rotation Berlin)      | 0  | 0  | ½  | 0  | 0  | 1  | 0  | 1  |    | 1  | 1  | ½  | ½  | 1  | 6½     |
| 10 | Jana Spielmann (Chemie Guben)        | ½  | ½  | 0  | 0  | 1  | 0  | ½  | 1  | 0  |    | ½  | ½  | ½  | 1  | 6      |
| 11 | Antje Riedel (AdW Berlin)            | ½  | 0  | ½  | ½  | ½  | ½  | ½  | ½  | 0  | ½  |    | ½  | ½  | 1  | 6      |
| 12 | Eveline Nünchert (PH Potsdam)        | ½  | ½  | ½  | 0  | 0  | ½  | ½  | 0  | ½  | ½  | ½  |    | ½  | 1  | 5½     |
| 13 | Gudula Seils (Rotation Berlin)       | 0  | ½  | 0  | ½  | 0  | 0  | ½  | 0  | ½  | ½  | ½  | ½  |    | 1  | 4½     |
| 14 | Helga Mickmann (Empor Burg)          | 0  | 0  | 0  | 0  | 0  | 0  | ½  | 0  | 0  | 0  | 0  | 0  | 0  |    | 0½     |

### Meisterklassenturnier
Das Meisterklassenturnier der Damen fand Ende August 1988 in Cottbus statt. Die 24 Teilnehmerinnen spielten in neun Runden nach Schweizer System.
| Rang | Name                                    | Punkte |
| ---- | --------------------------------------- | ------ |
| 01   | Claudia Prußas (Baukombinat Leipzig)    | 6½     |
| 02   | Gudula Seils (Rotation Berlin)          | 6      |
| 03   | Jana Spielmann (Chemie Guben)           | 6      |
| 04   | Helga Mickmann (Empor Burg)             | 6      |
| 05   | Katja Sommaro (Rotation Berlin)         | 5½     |
| 06   | Hannelore Liebs (Medizin Görlitz)       | 5½     |
| 07   | Anke Koglin (Motor Weimar)              | 5½     |
| 08   | Kerstin Kunze (Fortschritt Cottbus)     | 5      |
| 09   | Ulricke Seidemann (PH Potsdam)          | 5      |
| 10   | Sybille Heyme (Aktivist Schwarze Pumpe) | 5      |
| 11   | Gabriele Just (Lok Leipzig Mitte)       | 4½     |
| 12   | Claudia Bartsch (Lok Karl-Marx-Stadt)   | 4½     |
| 13   | Kathrin Hamm (Motor Leipzig-Lindenau)   | 4½     |
| 14   | Hannelore Kube (Medizin Erfurt)         | 4½     |
| 15   | Andrea Schmidt (WPU Rostock)            | 4½     |
| 16   | Kerstin Klawuhn (PH Luckenwalde)        | 4      |
| 17   | Karin Timme (Baukombinat Leipzig)       | 4      |
| 18   | Ursula Vogler (Buna Halle-Neustadt)     | 4      |
| 19   | Astrid Micheel (Motor Weimar)           | 3½     |
| 20   | Antje Fuchs (Aufbau Zeulenroda)         | 3½     |
| 21   | Annett Beyer (Rotation Schwedt)         | 3½     |
| 22   | Petra Küchler (KW Vacha)                | 2½     |
| 23   | Heike Sonnenburg (WBK Berlin)           | 2      |
| 24   | Beatrix Berndorff (TSG Wittenberg)      | 2      |

## Jugendmeisterschaften
| Altersklasse | männlich                                | weiblich                               |
| ------------ | --------------------------------------- | -------------------------------------- |
| 07/08        | Roland Voigt (Chemie Böhlen)            | Ute Pfeiffer (Post Dresden)            |
| 09/10        | Jens Gottschalk (Chemie Premnitz)       | Alexandra Kirste (Motor Niesky)        |
| 11/12        | Hartmut Geyer (Motor Leipzig-Lindenau)  | Manuela Ahrens (Chemie Wolfen-Nord)    |
| 13/14        | Ronny Gaerths (Stahl Niederschönhausen) | Peggy Seidel (Dynamo Hohenschönhausen) |
| 15/16        | Dirk Wegener (Post Dresden)             | Anetta Günther (Post Dresden)          |
| 17/18        | Dirk Zschämisch (Lok Leipzig-Mitte)     | Anetta Günther (Post Dresden)          |

Anetta Günther wurde Meisterin der beiden oberen Altersklassen. Auch die Vizemeisterin Heike Schauenburg (Motor Leipzig-Lindenau) holte in beiden Klassen die Silbermedaille.